# Hubble Township
Die Hubble Township ist eine von 10 Townships im Cape Girardeau County im Südosten des US-amerikanischen Bundesstaates Missouri. Das U.S. Census Bureau hat bei der Volkszählung 2020 eine Einwohnerzahl von 2910 ermittelt.

## Geografie
Die Hubble Township liegt rund 15 km westlich des Mississippi, der die Grenze zu Illinois bildet. Die Mündung des Ohio bei Cairo an der Schnittstelle der Bundesstaaten Missouri, Illinois und Kentucky befindet sich rund 80 km südöstlich.
Die Hubble Township liegt auf 37°17′11″ nördlicher Breite und 89°43′05″ westlicher Länge und erstreckt sich über 147,02 km², die sich auf 146,64 km² Land- und 0,38 km² Wasserfläche verteilen.
Am Südrand der Township fließt der Headwater Diversion Channel in östliche Richtung, ein künstlich angelegter Flutkanal, der neben dem Castor River eine Reihe weitere Flüsse aufnimmt und südlich der Stadt Cape Girardeau in den Mississippi mündet.
Die Hubble Township grenzt innerhalb des Cape Girardeau County im Norden an die Byrd Township, im Osten an die Cape Girardeau Township, im Süden an die Welch Township, im Westen an die Liberty Township und im Nordosten an die Kinder Township.

## Verkehr
Durch den Westen der Township verläuft in Nord-Süd-Richtung die Missouri State Route 25. Daneben gibt es noch eine Reihe weiterer untergeordneter Straßen, die zum Teil unbefestigt sind.
Der nächstgelegene Flughafen ist der rund 20 km südöstlich der Township gelegene Cape Girardeau Regional Airport.

## Bevölkerung
Bei der Volkszählung im Jahr 2010 hatte die Township 1861 Einwohner. Die Bevölkerung der Township lebt neben verstreut über die Township verteilten Gebäuden  in vier selbstständigen Gemeinden, sie sämtlich den Status „Village“ haben:
- Allenville
- Dutchtown1
- Gordonville
- Whitewater

1 – teilweise in der Cape Girardeau Township